# Partito della Giustizia e della Riconciliazione
Il Partito della Giustizia e della Riconciliazione (in bosniaco e in montenegrino: Stranka pravde i pomirenja - SPP; in serbo e in montenegrino: Странка правде и помирења - СПП) è un partito politico di orientamento islamista il cui scopo è rappresentare i bosgnacchi presenti in Serbia e in Montenegro, segnatamente nella regione del Sangiaccato; fondato nel 2013 col nome Unione Democratica Bosgnacca del Sangiaccato (Bošnjačka demokratska zajednica Sandžaka - BDZS; Бошњачка демократска заједница Санџака - БДЗС), è stato ridenominato nel dicembre 2017.

## Risultati

### Serbia
| Elezione          | Voti    | %     | Seggi   | Posizione         |
| ----------------- | ------- | ----- | ------- | ----------------- |
| Parlamentari 2014 | 120.879 | 3,48% | 0 / 250 | extraparlamentare |
| Parlamentari 2016 | 32.526  | 0,89% | 2 / 250 | Supporto          |
| Parlamentari 2020 | 32.170  | 1,04% | 4 / 250 | Supporto          |
| Parlamentari 2022 | 35.850  | 0,97% | 3 / 250 | Governo           |
| Parlamentari 2023 | 29.066  | 0,78% | 2 / 250 | Governo           |
| 1. 2.             |         |       |         |                   |

### Montenegro
| Elezione          | Voti    | %      | Seggi  | Posizione         |
| ----------------- | ------- | ------ | ------ | ----------------- |
| Parlamentari 2016 | 158.490 | 41,41% | 0 / 81 | extraparlamentare |
| Parlamentari 2020 | 22.679  | 5,54%  | 0 / 81 | extraparlamentare |
| 1. 2.             |         |        |        |                   |